# Supernova por inestabilidad de pares

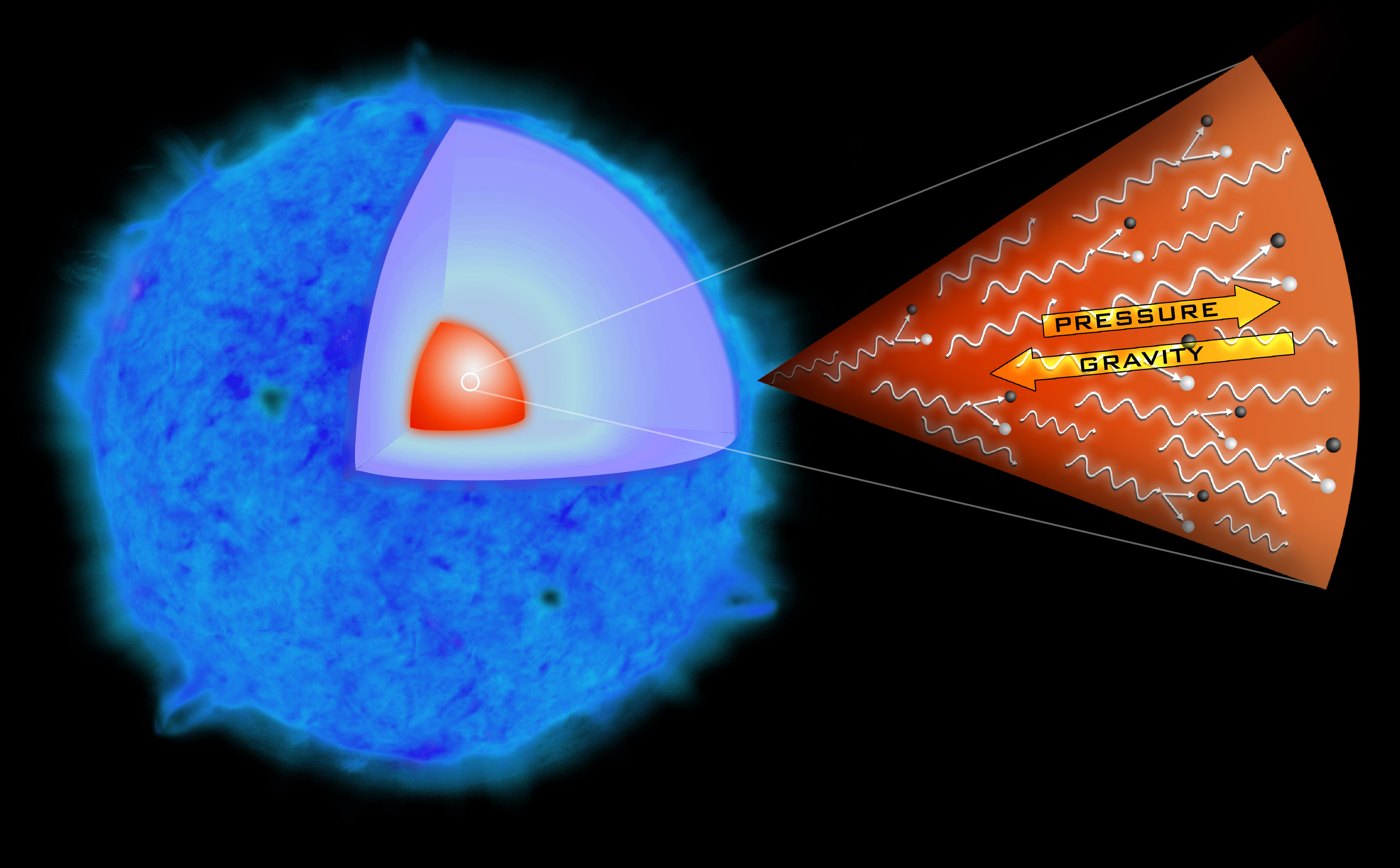
Cuando una estrella es muy masiva, los rayos gamma producidos en su núcleo pueden volverse tan energéticos que parte de su energía se drena para producir pares de partículas y antipartículas. La caída resultante en la presión de radiación hace que la estrella colapse parcialmente bajo su enorme gravedad. Después de este violento colapso, se producen reacciones termonucleares desbocadas (no mostradas aquí) y la estrella explota.

Una supernova por inestabilidad de pares es un tipo de supernova que se predice que ocurre cuando la producción de pares, la producción de electrones libres y positrones en la colisión entre núcleos atómicos y rayos gamma energéticos, reduce temporalmente la presión de radiación interna que soporta el núcleo de una estrella supermasiva contra el colapso gravitacional. Esta caída de presión conduce a un colapso parcial, que a su vez provoca una combustión muy acelerada en una explosión termonuclear descontrolada, lo que hace que la estrella explote por completo sin dejar un remanente estelar.
Las supernovas de inestabilidad de pares solo pueden ocurrir en estrellas con un rango de masa de alrededor de 130 a 250 masas solares y una metalicidad baja a moderada (baja abundancia de elementos distintos del hidrógeno y el helio, una situación común en las estrellas de Población III).

## Física

### Emisión de fotones
Los fotones emitidos por un cuerpo en equilibrio térmico tienen un espectro de cuerpo negro con una densidad de energía proporcional a la cuarta potencia de la temperatura, como lo describe la ley de Stefan-Boltzmann. La ley de Wien establece que la longitud de onda de máxima emisión de un cuerpo negro es inversamente proporcional a su temperatura. De manera equivalente, la frecuencia y la energía de la emisión máxima son directamente proporcionales a la temperatura.

### Presión de fotones en las estrellas.
En estrellas calientes muy masivas con temperaturas interiores superiores a unos 300 000 000 K, los fotones producidos en el núcleo estelar se encuentran principalmente en forma de rayos gamma de muy alta energía. La presión de estos rayos gamma que huyen del núcleo ayuda a sostener las capas superiores de la estrella contra la atracción interna de la gravedad . Si se reduce el nivel de rayos gamma (la densidad de energía ), las capas exteriores de la estrella comenzarán a colapsar hacia dentro.
Los rayos gamma con energía suficientemente alta pueden interactuar con núcleos, electrones o entre sí. Una de esas interacciones es formar pares de partículas, como pares electrón-positrón, y estos pares también pueden encontrarse y aniquilarse entre sí para crear nuevamente rayos gamma, todo de acuerdo con la ecuación de equivalencia masa-energía de Albert Einstein E = mc² .
A la alta densidad de un núcleo estelar grande, la producción de pares y la aniquilación ocurren rápidamente. Los rayos gamma, los electrones y los positrones se mantienen en general en equilibrio térmico, lo que garantiza que el núcleo de la estrella permanezca estable. Por fluctuación aleatoria, el calentamiento y la compresión repentinos del núcleo pueden generar rayos gamma lo suficientemente energéticos como para convertirse en una avalancha de pares electrón-positrón. Esto reduce la presión. Cuando se detiene el colapso, los positrones encuentran electrones y la presión de los rayos gamma aumenta nuevamente. La población de positrones proporciona una breve reserva de nuevos rayos gamma a medida que cae la presión del núcleo de la supernova en expansión.

### Inestabilidad de pares
A medida  las temperaturas y la energía de los rayos gamma aumentan, se absorbe cada vez más energía de rayos gamma para crear pares electrón-positrón. Esta reducción en la densidad de energía de los rayos gamma reduce la presión de radiación que resiste el colapso gravitacional y sostiene las capas externas de la estrella. La estrella se contrae, comprimiendo y calentando el núcleo, aumentando así la tasa de producción de energía. Esto aumenta la energía de los rayos gamma que se producen, haciéndolos más propensos a interactuar y, por tanto, aumenta la velocidad a la que se absorbe la energía en una mayor producción de pares. Como resultado, el núcleo estelar pierde su soporte en un proceso descontrolado, en el que los rayos gamma se crean a un ritmo cada vez mayor; pero cada vez se absorben más rayos gamma para producir pares electrón-positrón, y la aniquilación de los pares electrón-positrón es insuficiente para detener una mayor contracción del núcleo, lo que da como resultado una supernova.

## Susceptibilidad estelar
Para que una estrella experimente una supernova de inestabilidad de pares, la mayor creación de pares positrón-electrón por colisiones de rayos gamma debe reducir la presión exterior lo suficiente como para que la presión gravitacional interior la supere. Esto puede evitarse mediante una alta velocidad de rotación y/o metalicidad. Las estrellas con estas características todavía se contraen a medida que cae su presión exterior, pero a diferencia de sus primas más lentas o menos ricas en metales, estas estrellas continúan ejerciendo suficiente presión exterior para evitar el colapso gravitacional.
Las estrellas formadas en fusiones de colisión que tienen una metalicidad Z entre 0,02 y 0,001 pueden terminar sus vidas como supernovas de inestabilidad de pares si su masa está en el rango apropiado.
Las estrellas muy grandes de alta metalicidad probablemente sean inestables debido al límite de Eddington y tenderían a perder masa durante el proceso de formación.

## Comportamiento estelar

Supernovas vs masa inicial y metalicidad

Varias fuentes describen el comportamiento estelar de estrellas grandes en condiciones de inestabilidad de pares.

### Por debajo de 100 masas solares
Los rayos gamma producidos por estrellas de menos de 100 masas solares aproximadamente no tienen suficiente energía para producir pares electrón-positrón. Algunas de estas estrellas sufrirán supernovas de diferente tipo al final de sus vidas, pero los mecanismos causales no implican inestabilidad de pares.

### 100 a 130 masas solares
Estas estrellas son lo suficientemente grandes como para producir rayos gamma con suficiente energía para crear pares electrón-positrón, pero la reducción neta resultante en la presión contra-gravitacional es insuficiente para causar el exceso de presión en el núcleo requerido para una supernova. En cambio, la contracción causada por la creación de pares provoca una mayor actividad termonuclear dentro de la estrella que rechaza la presión interna y devuelve la estrella al equilibrio. Se cree que las estrellas de este tamaño sufren una serie de estos pulsos hasta que pierden masa suficiente para caer por debajo de las 100 masas solares, momento en el que ya no están lo suficientemente calientes como para soportar la creación de pares. Pulsaciones de esta naturaleza pueden haber sido responsables de las variaciones de brillo experimentadas por Eta Carinae en 1843, aunque esta explicación no es universalmente aceptada.[cita requerida]

### 130 a 250 masas solares
Para estrellas de muy alta masa, con una masa de al menos 130 y quizás hasta aproximadamente 250 masas solares, puede ocurrir una verdadera supernova de inestabilidad de pares. En estas estrellas, la primera vez que las condiciones favorecen la inestabilidad en la producción de parejas, la situación se sale de control. El colapso procede a comprimir eficientemente el núcleo de la estrella; la sobrepresión es suficiente para permitir que una fusión nuclear desbocada lo queme en varios segundos, creando una explosión termonuclear. Al liberarse más energía térmica que la energía de enlace gravitacional de la estrella, ésta queda completamente quebrantada; no queda ningún agujero negro ni ningún otro remanente. Se predice que esto contribuirá a una "brecha de masa" en la distribución de masa de los agujeros negros estelares. (Esta "brecha de masa superior" debe distinguirse de una supuesta "brecha de masa inferior" en el rango de unas pocas masas solares).
Además de la liberación inmediata de energía, una gran fracción del núcleo de la estrella se transforma en níquel-56, un isótopo radiactivo que se desintegra con una vida media de 6.1 días en cobalto-56 . Elcobalto-56 tiene una vida media de 77 días y luego se desintegra aún más hasta convertirse en el isótopo estable hierro-56 (ver Nucleosíntesis de supernova ). Para la hipernova SN 2006gy, los estudios indican que quizás 40 masas solares de la estrella original fueron liberadas como Ni-56, casi la masa completa de las regiones centrales de la estrella. La colisión entre el núcleo de la estrella en explosión y el gas que expulsó anteriormente, y la desintegración radiactiva, liberan la mayor parte de la luz visible.

### 250 masas solares o más
Un mecanismo de reacción diferente, la fotodesintegración, sigue al colapso inicial por inestabilidad de pares en estrellas de al menos 250 masas solares. Esta reacción endotérmica (que absorbe energía) absorbe el exceso de energía de las etapas anteriores antes de que la fusión desbocada pueda causar una explosión de hipernova; luego, la estrella colapsa completamente en un agujero negro.

## Apariencia

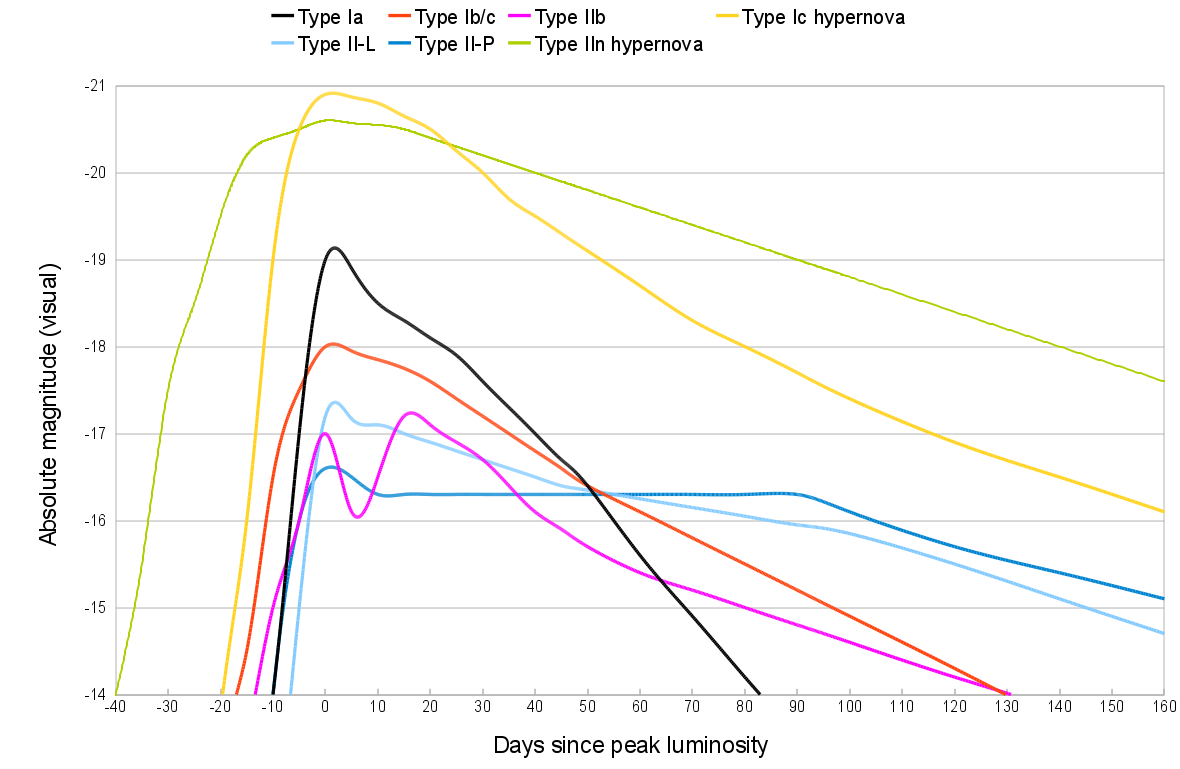
Curvas de luz comparadas con las supernovas normales.

### Luminosidad
Popularmente se piensa que las supernovas de inestabilidad de pares son muy luminosas. Este es sólo el caso de los progenitores más masivos, ya que la luminosidad depende en gran medida de la masa eyectada de 56Ni radiactivo. Pueden tener luminosidades máximas de más de 1037 W, más brillantes que las supernovas de tipo Ia, pero en masas más bajas las luminosidades máximas son inferiores a 1035 W, comparables o menores que las supernovas típicas de tipo II.

### Espectro
Los espectros de las supernovas con inestabilidad de pares dependen de la naturaleza de la estrella progenitora. Por tanto, pueden aparecer como espectros de supernova de tipo II o de tipo Ib/c. Las progenitoras con una importante envoltura de hidrógeno restante producirán una supernova de tipo II, aquellos sin hidrógeno pero con una cantidad significativa de helio producirán una supernova de tipo Ib, y aquellas sin hidrógeno y prácticamente sin helio producirán una de tipo Ic.

### Curvas de luz
A diferencia de los espectros, las curvas de luz son bastante diferentes de los tipos comunes de supernova. Las curvas de luz están muy extendidas y el pico de luminosidad se produce meses después del inicio. Esto se debe a las cantidades extremas de 56Ni expulsadas y a la eyección ópticamente densa, ya que la estrella está completamente perturbada.

### Remanente

Restos de estrellas masivas individuales

Las supernovas por inestabilidad de pares destruyen completamente la estrella progenitora y no dejan tras sí una estrella de neutrones ni un agujero negro. Se expulsa toda la masa de la estrella, por lo que se produce un remanente nebular y muchas masas solares de elementos pesados son expulsadas al espacio interestelar.

## Candidatos a supernovas por inestabilidad de pares
Algunas supernovas candidatas a clasificarse como supernovas de inestabilidad de pares incluyen:
- SN 2006gy
- SN 2007bi,[9]
- SN 2213-1745
- SN 1000+0216,[10]
- SN 2010mb
- OGLE14-073,[11]
- SN 2016aps
- SN 2016iet,[12]